# Brooke Marie Bridges
Brooke Marie Bridges (* 5. August 1991 in Los Angeles, Kalifornien) ist eine US-amerikanische Schauspielerin. 
Sie ist besser bekannt als Claire Sawyer in der Nickelodeon-Serie Neds ultimativer Schulwahnsinn. Unter der Regie von Steven Soderbergh hat sie u. a. in dem Spielfilm The Limey mitgewirkt, sowie in mehreren TV-Serien wie Ein Hauch von Himmel, Lax, First Monday und The District.
Bridges ist in dem Musical "Still Standing the Movement" eine Darstellerin.